# Christian Marclay
Christian Marclay, né en 1955 à San Rafael en Californie, est un musicien, compositeur et artiste plasticien suisse.
Le travail de Christian Marclay explore les connexions entre son, photographie, vidéo et film. Pionnier dans l‘usage instrumental des platines vinyles pour créer des collages sonores, Christian Marclay est, dans les mots du critique Thom Jurek, peut-être « l’inventeur inconscient du turntablism. » Son utilisation des platines vinyles, commence au milieu des années 1970, mais ce développement sera indépendant de celui du hip-hop. En effet, Christian Marclay est davantage issu des cultures rock et punk des années 1970, questionnant et critiquant l'usage marchand du disque vinyle et les industries culturelles.
Il est également connu pour ses œuvres vidéo créées par montage d'extraits de films, telles que Telephones (1995) et The Clock (2010), qui reçut le Lion d'or à la Biennale de Venise.

## Biographie
Christian Marclay est né en 1955 à San Rafael en Californie. De 1975 à 1977, il part étudier à l'École supérieure d’art visuels, à Genève, en Suisse. Il retourne en 1977 terminer ses études sur le continent américain à Boston, au Massachusetts College of Art and Design. Durant cette période, il s’intéresse à Joseph Beuys et au mouvement Fluxus, et participe en 1978 au programme d’échange de la Cooper Union. Il obtient son Bachelor of Fine Arts en 1980. Il vit et travaille à Londres.
Lors de la 54e Biennale de Venise, Christian Marclay s'est vu décerner le Lion d'or du meilleur artiste avec The Clock : une œuvre vidéo d'une durée de 24 heures, dans laquelle Christian Marclay orchestre des milliers d'extraits, puisés dans toute l'histoire du cinéma et qui tous rendent visible le temps qui passe à travers une myriade de plans d'horloges, de réveils, d'alarmes, de montres, d'actions ou de dialogues. L'ensemble est diffusé en fonction du temps réel. En d'autres termes, lorsque dans le film, une horloge indique 15:32, il est également 15:32 à la montre du spectateur. Après une projection-inauguration au White Cube à Londres en 2010, l'œuvre est présentée pour la première fois en France du 3 au 5 septembre 2011, dans la galerie Sud du Centre Pompidou sur 48h.

## Œuvres

### Vidéo
- The Clock, 2010, 24 heures
- Crossfire, 2007, 4 projections vidéo synchronisées, couleur, son, 8 minutes 30 secondes en boucle, 4 écrans de 3,5 mètres de base
- Video Quartet, 2002, 4 projections vidéo synchronisées, couleur, son, 14 minutes, écran de 12 mètres de long divisé en 4 projections de 3 mètres de base
- Mixed Reviews (American Sign Langage), 1999-2001, Projection vidéo, couleur, non sonorisée, 30 minutes, écran de 2,5 mètres de base
- Guitar Dragg, 2000, Projection vidéo, couleur, son, 14 minutes, écran de 3 mètres de base
- Gestures, 1999, 4 vidéo synchronisées, couleur, son, 9 minutes, diffusion sur 4 moniteurs disposés en carré
- Up an Out, 1998, projection vidéo, couleur, son, 110 minutes
- Telephones, 1995, vidéo, couleur, son, 7 minutes 30 secondes, diffusion sur un moniteur
- Ghost (I Don‘t Live Today), 1985, vidéo, couleur, son, 5 minutes, diffusion sur un moniteur
- Record Players, 1984 Record Players, vidéo, couleur, son, 5 minutes, diffusion sur un moniteur
- Fast Music (extrait de Commercial Eruption, film de Yoshiko Chuma), 1982, vidéo, noir et blanc, son, 21 secondes, diffusion sur un moniteur

### Discographie
- Ghost, 2007, vinyle 33-tours phosphorescent, enregistrement sur une face, Eight & Zero, en collaboration avec le cabinet des estampes, Genève
- Guitar Drag, 2006, vinyle 33-tours, Neon Gallery Brösarp, Suède, NEON 002
- Records : 1981-1989, 1997, CD, Atavistic Records, Chicago, CD 62
- Untitled, 1996,
- Footsteps, 1989, vinyle 33-tours à une face, Rec Rec Music, Zurich, LP 26
- More Encores, 1988, vinyle 33-tours, No Man‘s Land, Wurtzbourg (Allemagne), LP 8816, Réédition en vinyle 33-tours et CD, ReR Megacorp, Londres, LP CMV1 et CD CM1
- Untitled (Record Without a Groove), 1987, vinyle 33-tours, Écart éditions, Suisse
- Record Without a Cover, 1985, vinyle 33-tours, Recycled Records, New York, réédition en 1999, vinyle 33-tours picture disc, Locus Solus, Japon

### Expositions
- Ephemera - Christian Marclay, octobre 2011, galerie mfc-michèle didier, Paris.
- SNAP - Christian Marclay, 2008, Galerie Art & Essai en collaboration avec le Master en métiers et arts de l'exposition, Rennes.